# ماكسيم بارانو
ماكسيم بارانو (بالروسية: Максим Сергеевич Баранов)‏ مواليد 11 أبريل 1988 في بابرويسك، هو لاعب كرة يد بيلاروسي يلعب كجناح أيمن. يلعب حاليا مع نادي أودريهيو سكويسك لكرة اليد ويحمل الرقم 24. مثل منتخب بيلاروسيا لكرة اليد.

## سجل المنافسة
شارك في البطولات التالية:
- بطولة العالم لكرة اليد للرجال 2015
- بطولة أوروبا لكرة اليد للرجال 2014
- بطولة أوروبا لكرة اليد للرجال 2016

## روابط خارجية
- ماكسيم بارانو على موقع الاتحاد الأوروبي لكرة اليد (الإنجليزية)